# Tjekhovs gevær
Tjekhovs gevær (russisk: Чеховское ружьё) er et fortælleprincip der dikterer, at ethvert element i en historie skal være nødvendigt, og irrelevante elementer skal fjernes. Hvis en forfatter for eksempel introducerer et gevær i en historie, skal der være en grund til det, fx at det bliver affyret senere i plottet. Ved historiens slutning, skal alle elementer have været i spil på et eller andet tidspunkt. Nogle forfattere, fx Hemingway, tilslutter sig ikke dette princip.
Princippet er flere gange, med nogen variation, blevet beskrevet i breve af Anton Tjekhov, som vejledning til unge dramatikere.
I nyere tid, hvor fx filmkunsten gør det muligt at konstruere scener, der i kompleksitet og mængde af elementer, hverken er bundet eller kan drage nytte af en teaterscenes fysiske begrænsninger, bliver begrebet også brugt til at betegne et plotelement, der præsenteres tidligt i en historie, hvis betydning for handlingen først viser sig senere. Denne brug af begrebet afviger fra Tjekhovs oprindelige hensigt med princippet, som vedrører narrativ bevarelse og nødvendighed, snarere end betydning for plottet. Dvs. et element kan ikke være et Tjekhovs gevær i den oprindelige betydning, hvis ikke hele fortællingen efterlever princippet.

## Eksempler
Princippet praktiseres nærmest bogstaveligt i mange af James Bond-filmene, hvor agenten bliver udstyret med nye gadgets i begyndelsen af en mission – såsom et armbånd med indbygget skjult, håndledsaktiveret dartpistol i Moonraker – og typisk vil hvert apparat komme til at spille en afgørende rolle i historien. Princippet dikterer, at kun genstande, der bruges senere i historien, må præsenteres. En almindelig misforståelse er, at det er selve afsløringen, der er et Tjekhovs gevær plot-element. Der er imidlertid undtagelser i James Bond-filmene; fx i License to Kill, hvor Bond får et instant-kamera (med indbygget laserpistol), som kan tage røntgenbilleder, men det bliver brugt med det samme som komisk effekt og dukker ikke op igen i filmen.

## Variationer
Ernest J. Simmons, (1903-1972) skriver, at Tjekhov gentog det samme argument, hvilket kan forklare, at der er flere variationer.
- "Man må aldrig placere et ladt gevær på scenen, hvis det ikke bliver afflyret. Det er forkert at afgive løfter, man ikke har tænkt sig at holde."[11][12][13]
(Her refererer "geværet" til en monolog, som Tjekhov anså overflødig og irrelevant til resten af stykket.)
- "Fjern alt, der ikke har relevans for historien. Hvis du siger i første akt, at der hænger et gevær på væggen, skal det absolut affyres i anden eller tredje akt. Hvis det ikke skal affyres, skal det ikke hænge der." — Sergius Shchukin (1911) Erindringer/Memoirs .[14]
- "Hvis du i første akt har hængt et gevær på væggen, så skal det affyres i det følgende akt. Ellers skal du ikke hænge det dér." [15]

## Kritik
Ernest Hemingway hånede princippet i sit essay "The art of the short story ("Kunsten at skrive en novelle"), og gav eksemplet med to personer, der introduceres og derefter aldrig nævnes igen i sin novelle "Fifty Grand". Hemingway værdsatte uvæsentlige detaljer, men indrømmede, at læserne uundgåeligt vil søge symbolik og betydning i dem. Forfatteren Andrea Phillips bemærkede, at dét [konsekvent] at [skulle] tildele en enkelt rolle for hver [en] detalje, gør en historie forudsigelig og efterlader den "farveløs".
Donald Rayfield skrev i 1999, at der i Tjekhovs skuespil Kirsebærhaven, mod Tjekhovs eget råd, er to ladte skydevåben, der ikke affyres. De uaffyrede våben passer ind i stykkets tema om manglende eller ufuldstændig handling.

## Beslægtede begreber
- Koncision - princippet om at være koncis og og fatte sig i korthed i skrift
- Forvarsel (en:Foreshadowing - bebuder) – et plot-apparat, hvor der antydes, hvad der skal komme, for at vække interesse eller for at beskytte mod senere skuffelse
- MacGuffin – en plotmotivator, der er nødvendig for plottet og karakterernes motivation, men ubetydelig, ligegyldig eller irrelevant i sig selv
- Ockhams ragekniv – videnskabteoretisk princip om, at dén hypotese, der kræver det færreste antal forudsætninger, bør foretrækkes
- Vildspor (en:Red herring) - bruges til at vildlede publikum ved fremhævelse af et bestemt element
- Historien om den langhårede hund (en:Shaggy dog story) - en anekdote, der er mættet med irrelevante elementer, der er skabt til at lokke publikum ind i en falsk følelse af forventning, blot for at skuffe dem med en antiklimaktisk slutning eller pointe.
- Deus ex machina – et plotelement introduceret ud af det blå for at løse en ellers uløselig situation